# Caudacaecilia
Caudacaecilia é um gênero de anfíbios da família Ichthyophiidae, encontrado na Tailândia, Malásia, Sumatra, Bornéu e Filipinas.

## Espécies
- Caudacaecilia asplenia (Taylor, 1965)
- Caudacaecilia larutensis (Taylor, 1960)
- Caudacaecilia nigroflava (Taylor, 1960)
- Caudacaecilia paucidentula (Taylor, 1960)
- Caudacaecilia weberi (Taylor, 1920)